# 黄色い花 -Wedding Story-
「黄色い花 -Wedding Story-」（きいろいはな・ウェディング・ストーリー）は、竹仲絵里のメジャー3枚目のシングル（通算5枚目）。

## 概要
- 前作から約1年3か月ぶりのシングル。
- 結婚三部作の第一章。竹仲が親友の結婚式のために書き下ろした曲。
- ミュージック・ビデオではモデル・土岐田麗子が出演している。

## 収録曲
（全作詞・作曲：竹仲絵里／全編曲：松岡モトキ）
1. 黄色い花 -Wedding Story-
2. 種
3. 黄色い花 -Wedding Story-（Instrumental）

## タイアップ
- ウェディングGyaOイメージソング（M-1）
- 北陸電力「エコキュート」CMソング（M-2）
- 読売テレビ・日本テレビ系『ザ・ワイド』エンディングテーマ（M-2）